# Terminal libre

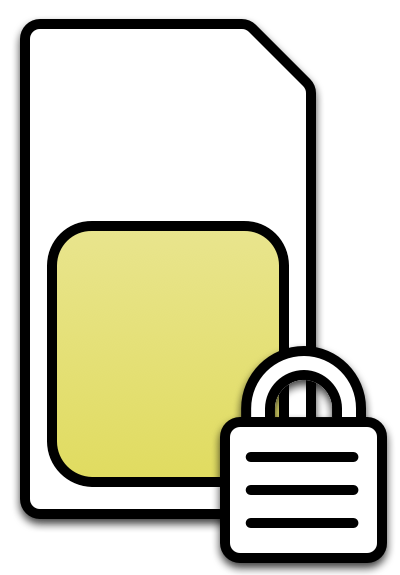
Logo de un clásico chip libre.

Se dice que un teléfono móvil o un módem USB es un terminal libre (o se emplea el adjetivo libre, liberado o desbloqueado) cuando puede emplearse con tarjetas SIM de cualquier operador. Normalmente, los ~ móviles ofrecen a precio reducido terminales que solo pueden usar sus tarjetas, conocidos como teléfonos bloqueados, mientras que los teléfonos libres tienen un precio de venta mayor.
Un teléfono bloqueado puede desbloquearse pidiendo al operador que lo vendió o consiguiendo de algún modo el código necesario para ello, o bien sobrescribiendo su memoria interna (proceso llamado flasheado). El segundo tipo de liberación normalmente anula la garantía del terminal.

## Liberación
La liberación de un teléfono móvil se refiere al proceso para que pueda utilizar cualquier chip o Tarjeta SIM, es decir de cualquier compañía y en cualquier región del mundo. Un concepto similar se aplica a la liberación del código fuente de un programa informático o software (véase también código abierto, crackear, etc.).
Normalmente los operadores (Telcel, Movistar, Personal, Claro, Vodafone, Orange) entregan móviles o venden teléfonos móviles que impiden que el móvil pueda ser usado con un operador de la competencia. Liberar un móvil significa permitir que ese teléfono móvil pueda funcionar con cualquier operador, es decir, hasta de la competencia.

## Procedimiento
Técnicamente todos los teléfonos que usan el sistema GSM se pueden liberar y para ello se necesita el código de desbloqueo, el cual es único para cada teléfono. Cada teléfono teléfono móvil tiene un número de identificación único conocido como IMEI (International Mobile System Equipment Identity, Sistema Internacional para la Identidad de Equipos Móviles). El código IMEI que se obtiene marcando *#06#, el proceso de desbloques bastante sencillo: Generalmente necesita prender el teléfono con una tarjeta SIM de otro operador, el teléfono le pedirá un código único de liberación, el cual es una serie de 8 a 16 números, aunque las instrucciones de liberación pueden variar un poco de marca a marca.
En el caso de los iPhone, no se proporciona código sino los liberan directamente con Apple y el usuario tendría que seguir un procedimiento principalmente actualizando iTunes para hacer efectiva la liberación del teléfono.
En pocos casos se liberan por un medio similar al de iPhone, como es el caso de MetroPCS USA - Android, en donde luego de solicitar el desbloqueo, es necesario conectarse wi-fi y actualizar el sistema Android.
El código se le puede pedir al operador, lo cual no es fácil ya que ellos entregan los teléfonos bloqueados para usarlos solo con ellos y generalmente ponen muchos requisitos para proporcionarle el código, pues no tienen ningún interés en hacer posible que sus teléfono se puedan utilizar con la competencia.
Alternativamente se puede adquirir el código de liberación por medio de muchas de las compañías en Internet especializadas en vender código de liberación, esta opción puede ser mucha más rápida y sencilla.

## Qué teléfonos se pueden liberar
Los teléfonos usan el sistema GSM se pueden liberar, pero hay otro sistema que es el CDMA que lo usan unos pocos operadores principalmente en USA como U.S., Sprint, Verizon and U.S. Cellular, los CDMA no usan Tarjeta SIM y prácticamente no se pueden liberar, aunque hay unos teléfonos duales que tienen también tarjeta SIM. En caso de que se olvide la clave de acceso al teléfono, este procedieminto no tiene relación alguna.
El sistema de liberación por IMEI NO APLICA para teléfonos que estén reportados en la lista negra, desaparecidos, robados o por falta de pago. Liberar un móvil puede convertirse en una auténtica odisea, pero soplan vientos de cambio y las trabas que ponen las compañías telefónicas se tambalean. Varios informes de autoridades competentes interpretan que deben liberar sus teléfonos móviles una vez cumplido el compromiso de permanencia.
Hoy día, ya se pueden comprar teléfonos móviles liberados y el usuario le pone cualquier chip o tarjeta SIM, es decir de cualquier compañía (Movistar, Personal, Claro, Vodafone, Orange).